# Euphaedra impleta
Euphaedra impleta är en fjärilsart som beskrevs av M.Gaede 1916. Euphaedra impleta ingår i släktet Euphaedra och familjen praktfjärilar. Inga underarter finns listade i Catalogue of Life.